# Трезвая Россия
«Трезвая Россия» — антинаркотическое и антиалкогольное объединение, созданное и возглавляемое Султаном Хамзаевым, который в н.в. является депутатом Госдумы от партии "Единая Россия" и, по версии СМИ, член Совета директоров крупного винодельческого предприятия. В медиа представители объединения позиционируют свою деятельность в качестве "федерального проекта".

## Деятельность
Проект создан в 2012 году в Москве и ведёт деятельность, направленную на создание общества, свободного от наркотической и алкогольной зависимости.
Активисты движения проводят работу по консолидации усилий общества, включая государство, бизнес, общественные организации и религиозные объединения для создания эффективной системы, направленной на защиту граждан Российской Федерации от алкогольной и наркотической угрозы, также продвигают здоровый образ жизни и популяризацию норм ГТО.
Флагманом проекта «Трезвая Россия» является продвижение общественной инициативы «ЗАКОН21»: увеличение порога при продаже алкоголя от 21 года. Проект продвигает запрет продажи алкоголя в жилых домах.
«Трезвой Россией» разработана программа «Урок Трезвости», направленная на профилактику алкоголизма и наркомании в молодежной среде. Ряд регионов на официальном уровне внедрил программу «Урок Трезвости» в образовательную программу: Удмуртия, Псковская область и Дагестан.
В рамках проекта «Трезвая Россия» проводится общественный контроль по выявлению нелегального оборота алкогольной продукцией. Вместе с журналистами ВГТРК и Экспертно-аналитическим центром при Общественной палате России проводится ежегодный Всероссийский мониторинг: «Национальный рейтинг трезвости субъектов РФ». Совместно с журналистами Россия-1 и телеведущим Эдуардом Петровым команда «Трезвой России» выезжает в регионы России, где проводят свои независимые расследования. С 2018 года публикуется авторский фильм-расследование Эдуарда Петрова — Пьющие и Пьющие-2.
Проект «Трезвая Россия» был напрямую поддержан Президентом России в 2018 году. В августе этого года на Форуме «Машук» Султан Хамзаев презентовал проект Главе Государства. Владимир Путин высоко оценил работу проекта.
28 мая 2019 года «Трезвая Россия» предложила ввести экосбор с производителей сигарет. Соответствующая инициатива была направлена главе Минприроды Дмитрию Кобылкину и главе Минздрава Веронике Скворцовой.
На Всероссийском молодёжном антинаркотическом Форуме «Трезвая Россия», который проходил с 23 по 26 июня 2019 в посёлке Тюбе (Кумторакалинский район Республики Дагестан) был представлен «Антинаркотический рейтинг регионов РФ — 2019».
В начале июля 2019 года Правительство России поддержало ограничения на вейпы и кальяны, услышав инициативу, с которой «Трезвая Россия» выступает уже более пяти лет, ещё до принятия в 2013 году антитабачного закона.
На протяжении 5 лет «Трезвая Россия» выступала за увеличение возрастного порога при продаже алкоголя до 21 года. 23 июля 2019 года в Госдуму внесли законопроект о продаже алкоголя с 21 года.
1 августа 2019 года по инициативе руководителя проекта «Трезвая Россия» Султана Хамзаева в Общественной палате РФ открылась горячая линия по вопросам применения антинаркотической статьи 228 (ч. 1 и ч. 2) УК РФ. До 31 мая 2020 года горячая линия будет собирать информацию от граждан, столкнувшихся с проблемными ситуациями, связанными с правоприменением «народной» статьи.

### Инциденты
12 октября 2018 года активисты движения «Трезвая Россия» и журналисты ВГТРК проводили очередной антиалкогольный рейд в Новолакском районе Дагестана. При попытке зайти в магазин «Оазис», расположенный на Герзельском посту, на журналистов напала сначала хозяйка магазина, а затем её муж и сын. Руководитель дагестанского движения трезвенников Шамиль Алиев и координатор федерального проекта «Трезвая Россия» Ян Иванов вступились за журналистов, в результате чего были госпитализированы с побоями, ушибами, переломом носа и сотрясением мозга.
6 сентября 2019 года лидер движения Султан Хамзаев, во время обсуждения идеи о повышении минимального возраста для покупки алкоголя, устроил скандал в прямом эфире программы «Место встречи» на телеканале НТВ. Он оскорблял присутствующих, едва не избил ведущего Андрея Норкина и сломал дорогую аппаратуру. Был выведен охраной из студии.